# Volleyball-Klub-Weltmeisterschaft der Männer 2009
Die Volleyball-Klub-Weltmeisterschaft der Männer 2009 war die fünfte Ausspielung dieses Wettbewerbs und fand vom 3. bis zum 8. November 2009 in Doha (Katar) statt.

## Teilnehmer
An diesem Turnier nahmen acht Klubmannschaften teil. Teilnahmeberechtigt waren neben den jeweiligen Siegern der fünf kontinentalen Meisterwettbewerbe auf Klubebene auch der Meister des Gastgeberlandes und zwei Wild-Card-Teams auf Einladung der FIVB.
- al-Arabi (Katar) als Gastgeber
- Zamalek SC als Sieger des afrikanischen Pokals der Landesmeister 2009
- Paykan Teheran VC als Sieger der asiatischen Klubmeisterschaft 2009
- Plataneros de Corozal als Vertreter der NORCECA
- Cimed Florianópolis als Sieger der südamerikanischen Klubmeisterschaft 2009.
- Trentino BetClic als Sieger der europäischen Champions League 2008/09
- VK Zenit-Kasan als Wild-Card-Team (Platz 1 auf der CEV-Klubrangliste)
- Skra Bełchatów als Wild-Card-Team (Platz 2 auf der CEV-Klubrangliste)

## Vorrunde
| Gruppe A |                       |       |        |
| Platz    | Team                  | Sätze | Punkte |
| 1.       | Trentino Volley       | 9:3   | 6      |
| 2.       | VK Zenit-Kasan        | 8:3   | 5      |
| 3.       | Zamalek Kairo         | 4:8   | 4      |
| 4.       | Plataneros de Corozal | 2:9   | 3      |

| Gruppe B |                     |       |        |
| Platz    | Team                | Sätze | Punkte |
| 1.       | Skra Bełchatów      | 9:1   | 6      |
| 2.       | Paykan Teheran VC   | 6:4   | 5      |
| 3.       | Cimed Florianópolis | 5:7   | 4      |
| 4.       | al-Arabi Doha       | 1:9   | 3      |

| 3. November | Trentino | Kairo    | 3:1 |
|             | Kasan    | Corozal  | 3:0 |
| 4. November | Kairo    | Corozal  | 3:2 |
|             | Trentino | Kasan    | 3:2 |
| 5. November | Kasan    | Kairo    | 3:0 |
|             | Corozal  | Trentino | 0:3 |

| 3. November | Bełchatów     | Doha          | 3:0 |
|             | Teheran       | Florianópolis | 3:1 |
| 4. November | Doha          | Florianópolis | 1:3 |
|             | Bełchatów     | Teheran       | 3:0 |
| 5. November | Teheran       | Doha          | 3:0 |
|             | Florianópolis | Bełchatów     | 1:3 |

## Finalrunde
|  | Halbfinale 7. November | Halbfinale 7. November |                 |   | Finale 8. November | Finale 8. November |
|  |                        |                        |                 |   |                    |                    |
|  | Trentino Volley        | 3                      |                 |   |                    |                    |
|  | Payakan Teheran        | 0                      |                 |   |                    |                    |
|  |                        |                        |                 |   |                    |                    |
|  |                        |                        |                 |   |                    |                    |
|  | Trentino Volley        | 3                      |                 |   |                    |                    |
|  |                        | Skra Bełchatów         | 0               |   |                    |                    |
|  |                        |                        |                 |   |                    |                    |
|  | Platz 3 8. November    |                        |                 |   |                    |                    |
|  |                        |                        | Payakan Teheran | 0 |                    |                    |
|  | Skra Bełchatów         | 3                      | VK Zenit-Kasan  | 3 |                    |                    |
|  | VK Zenit-Kasan         | 1                      |                 |   |                    |                    |